# Grèce aux Jeux paralympiques d'été de 2016
La Grèce participe aux Jeux paralympiques d'été de 2016 à Rio de Janeiro. Il s'agit de la 11e participation de ce pays aux Jeux paralympiques d'été.